# VSV Union Wacker 08 Breslau
VSV Union Wacker 08 Breslau was een Duitse voetbalclub uit Breslau, dat tegenwoordig het Poolse Wrocław is.

## Geschiedenis
De club werd opgericht in 1908. In 1922 werd de club kampioen in de tweede klasse van de Breslause stadsliga en speelde om de promotie tegen de laatste uit de eerste klasse, SV Breslau 1911. De club won met 3-0, maar verloor de terugwedstrijd met 1-0 waardoor er een derde wedstrijd kwam. Omdat die op een gelijkspel uitdraaide kwam er nog een vierde wedstrijd, die de club met 1-2 won en daardoor promoveerde.
Doordat de competitie van 12 naar 9 teams herleid werd het seizoen erop moest de club na één seizoen terug naar de tweede klasse. In 1927 werd de club kampioen en promoveerde weer. Na een voorlaatste plaats werd de club in 1928/29 laatste en degradeerde opnieuw. In 1931 promoveerde de club opnieuw. Bij de terugkeer werd de club vijfde en in 1933 zevende. Na dit seizoen werd de competitie grondig geherstructureerd. De NSDAP kwam aan de macht en de Zuidoost-Duitse voetbalbond en alle competities verdwenen. De Gauliga Schlesien kwam als vervanger waarvoor zich slechts vier clubs uit Breslau plaatsten, waardoor de club in de Bezirksliga Mittelschlesien ging spelen, de nieuwe tweede klasse.
De club werd laatste en degradeerde meteen. In 1938 werd de club kampioen en kon via de promotie-eindronde weer promoveren. Na twee seizoenen degradeerde de club opnieuw. Na de opsplitsing van de Gauliga in 1941 ging de club in de 1. Klasse Niederschlesien spelen. In 1943 werd de club derde en promoveerde omdat de 1. Klasse opgeheven werd en alle clubs die nog konden spelen promoveerden naar de Gauliga Niederschlesien 1943/44. De competitie werd in vier reeksen opgesplitst en de reeks Breslau nog eens in twee groepen. Union Wacker eindigde vierde in groep B.
De club begon ook nog aan het laatste seizoen van de Gauliga en verloor de eerste wedstrijd met 4-9 van KSG Vorwärts/Minerva Breslau. Hierna werd de competitie stopgezet.
Na het einde van de Tweede Wereldoorlog moest Duitsland Silezië afstaan aan Polen. De Duitsers werden verdreven en de naam van Breslau werd veranderd in Wrocław. Alle Duitse voetbalclubs in de streek werden ontbonden.